# Gabrielle Aplin
Gabrielle Ann Aplin (Chippenham, Egyesült Királyság, 1992. október 10. –) angol énekes-dalszerző. Pályafutása feldolgozások YouTube-ra feltöltésével kezdődött, majd 2012 februárjában a Parlophone-nal szerződött. Az év novemberében a John Lewis & Partners reklámjában szerepelt a brit kislemezlistára felkerült feldolgozása.
Első, English Rain című stúdióalbuma 2013 májusában jelent meg és több kislemezt is kiadtak róla. A brit albumlista második helyére került, és több mint százezer értékesített példányával aranylemez lett. A Light Up the Dark 2015 szeptemberében, a Dear Happy 2020 januárjában, a Phosphorescent pedig 2023 januárjában jelent meg.

## Fiatalkora
Két fiatalabb testvére van. Szülei első gitárját 2011-ben vásárolták. A Bath College zeneszakán tanult, ahol dalait a főiskola saját kiadója, a BA1 Records jelentette meg.

## Pályafutása

### Kezdetek
Acoustic című középlemezét 2010. szeptember 13-án jelentette meg saját kiadója, a Never Fade Records. A 2011. május 9-én kiadott Never Fade inkább folk-rock stílusú, Aplin minden hangszeren maga játszik. 2011 áprilisában a BBC Music Introducing műsorában több a Never Fade-en szereplő dalt és a Coldplay Fix You-jának egy feldolgozását is előadta, ami a műsor YouTube-csatornájának legnézettebb videója lett. A 2012. február 12-én megjelent Home-ot az „általa kiadott legőszintébb” alkotásnak nevezte.

### English Rain és Light Up the Dark
2012. február 29-én a Parlophone-nal szerződött, majd 2013. február 10-én megjelent a Please Don’t Say You Love Me kislemeze. A John Lewis & Partners reklámjában szerepelt Frankie Goes to Hollywood-feldolgozása, ami 2012-ben a brit kislemezlista élére került. A 2013. május 13-án kiadott English Rain a brit és a skót albumlista második helyére került, több mint 35 ezer példányt adtak el belőle.
2013-ban a Never Fade Records Hannah Grace-szel és Saint Raymonddal szerződött. 2015 májusában bejelentették a Light Up the Darkot,és egy videóklipet is kiadtak.  A Sweet Nothing kislemez 2015. augusztus 6-án, a stúdióalbum szeptember 18-án jelent meg. A hónapban Aplin a Select modellügynökséggel szerződött.
2016-ban a Home szerepelt a brazil Totalmente Demais telenovellában, Aplin pedig Brazíliába látogatott és fellépett a Domingão do Faustãóban, ezután a dal a brazil iTunes-lista első helyére került; ez a negyedik dala, ami első helyezést ért el. Június 26-án fellépett a Glastonbury Fesztiválon és a BBC Introducing színpadán is.

### Középlemezek és Dear Happy
A 2016. november 9-én megjelent Miss Youn a korábbiaktól eltérően kevesebb szerepet kap a gitár, a felvétel pedig kevésbé „csupasz”.
2017 februárjában felmondta a Parlophone-nal kötött szerződését. A Waking Up Slow augusztus 9-én, az Avalon október 6-án jelent meg. A Waking Up Slow-t a Popjustice 2017 egyik legjobb popdalának nevezte.
A 2018. november 20-án bejelentett és 28-án kiadott My Mistake-et Aplin a „legőszintébb és legnyersebb” dalának nevezte. December 4-én Hannah Grace közreműködésével megjelent December című karácsonyi albuma, 2019. március 27-én a Nothing Really Matters, augusztus 14-én pedig JP Cooper közreműködésével a Losing Me kislemez. Dear Happy stúdióalbuma 2020. január 17-én jelent meg.
A Phosphorescentet 2023. január 6-án adta ki a Never Fade.
2021-ben a Home szerepelt a Life Is Strange: True Colors számítógépes játékban.

## Magánélete
Vegán. Párjával, Alfie Hudson-Taylor zenésszel Somersetben élnek.

## Diszkográfia
Stúdióalbumok
- English Rain (2013)
- Light Up the Dark (2015)
- Dear Happy (2020)
- Phosphorescent (2023)[39]

Középlemezek
- Never Fade (2011)
- English Rain (2013)
- Miss You (2016)
- Avalon (2017)
- December (2018)

Kislemezek
- The Power of Love (2012)
- Please Don’t Say You Love Me (2013)
- Panic Cord (2013)
- Home (2013)
- Salvation (2014)
- Sweet Nothing (2015)
- Miss You (2016)
- Waking Up Slow (2017)
- My Mistake (2018)
- Nothing Really Matters (2019
- Losing Me (2019)
- Miss You 2 (2020)

## Fordítás
- Ez a szócikk részben vagy egészben  a   Gabrielle Aplin című angol Wikipédia-szócikk ezen változatának fordításán alapul.  Az eredeti cikk szerkesztőit annak laptörténete sorolja fel. Ez a jelzés csupán a megfogalmazás eredetét és a szerzői jogokat jelzi, nem szolgál a cikkben szereplő információk forrásmegjelöléseként.